# Милош Ждеро
Милош Ждеро (Благај, код Купреса, 26. септембар 1912 — Слатина, код Доњег Вакуфа, 28. март 1944), учесник Народноослободилачке борбе и народни херој Југославије.

## Биографија
Рођен је 26. септембра 1912. у селу Благају, код Купреса. Потицао је из земољорадничке породице и све до 1941. године се бавио земљорадњом и сточарством, а повремено је радио и као шумарски радник.
Априла 1941. је био мобилисан у Југословенску војску и борио се у краткотрајном Априлском рату. После капитулације, избегао је заробљавање и с пуном ратном опремом се вратио у родно село. Због усташког терора над српским становништвом у овом делу Босне, био је један од првих устаника купрешког краја. Новембра 1941. године је постао борац Благајске партизанске чете Трећег крајишког партизанског одреда.
Био је изузетно храбар борац и истакао се у првим борбама против усташа и Италијана, па је убрзо био постављен за командира вода. Када су почетком децембра 1941. године делови Трећег крајишког одреда водили борбе с јаком италијанском формацијом код села Растичева, у близини Купреса, бој је трајао готово цео дан, а предвече су партизани успели да јуришом потисну Италијане и натерају их у бекство. У овом јуришу, са својим водом, учествовао је и Милош. Он је успео да сам отме пушкомитраљез, седам пушака и велику количину муниције.
Маја 1942. године, посебно се истакао у уништењу усташког упоришта Марјановића Хана, на путу Бугојно–Купрес, где се утврдило око 40–50 усташа. Хан, који је био зидан од тврдог материјала, усташама је био одлично упориште за одбрану. Распоредивши вод око куће, Милош је схватио да само убацивањем бомби може постићи успех, зато се с групом бомбаша привукао до зграде, засуо је бомбама и запалио. На то су усташе почеле да искачу и беже, при чему су сви побијени. Августа 1942. године је био постављен је за заменика командира Прве чете Купрешког батаљона Трећег крајишког партизанског одреда. Кад је формирана Девета крајишка ударна бригада, јануара 1943. године именован је за командира Друге чете Другог батаљона, а маја исте године за заменика команданта Другог батаљона. У чланство Комунистичке партије Југославије (КПЈ) примљен је децембра 1942. године.
У време Четврте непријатељске офанзиве Милош је, као командир Друге чете Другог батаљона Девете крајишке бригаде, организовао напад на делове немачке 369. „вражје“ дивизије, код села Доњи Малован, на друму Купрес–Ливно. Изненадни напад проредио је непријатељску колону, али су двадесеторица немачких војника успела да се домогну осамљене куће, одакле су пружали отпор. Милош је тада сам кренуо на њих бомбама, а успех је био потпун – десетак Немаца је погинуло, а остали су заробљени. За овај успех, Ждера је похвалио штаб Десете крајишке дивизије. Септембра 1943. године је био упућен у Официрску школу при Врховном штабу НОВ и ПОЈ у Јајцу, а после њеног завршетка, постављен је за заменика команданта Првог батаљона Девете крајишке ударне бригаде.
Последња борба у којој је учествовао, била је уједно и његов последњи подвиг. Било је то 28. марта 1944, у близини села Слатине, код Доњег Вакуфа. Јаке снаге немачке Седме СС дивизије „Принц Еуген“ покушале су тада да опколе делове Девете крајишке бригаде. Развила се жестока борба, у току које се Милош налазио на челу једне чете из свог батаљона, са којом је кренуо у обухват немачких снага. Чета се нашла у позадини непријатеља који је, повлачећи се, дочекан снажним плотуном. У жестоком окршају, Милош се налазио међу својим борцима, не водећи много рачуна о опасности којој се излаже. У једном тренутку, док је из близине дејствовао по непријатељу, пао је смртно погођен.
Указом председника Федеративне Народне Републике Југославије Јосипа Броза Тита, 27. септембра 1953. године, проглашена је за народног хероја.